# Santander Fashion Week
Santander Fashion Week es un evento especializado en prendas de vestir, joyas y accesorios, se realiza en el Centro de Exposiciones y Ferias- CENFER- en el marco de Moda Expo Santander. Organizado por la Cámara de Comercio de Bucaramanga, cuenta el patrocinio de la Gobernación de Santander, la Alcaldía de Bucaramanga y Proexport.

## Ediciones

### 2008
Esta edición se desarrolló los días 10 y 11 de julio, contó con la presencia de La diseñadora de modas Santandereana Carolina Galvis, Horacio Serpa, gobernador de Santander y Rosita de Serpa.

### 2011
En el año 2011 contó con la presencia de 62 compradores (27 internacionales y 35 nacionales): 38 compradores para SFW (15 internacionales y 23 nacionales) y 24 compradores para Salón de Joyería (12 internacionales y 12 nacionales) quienes tendrán citas de negocios con los 50 expositores que hicieron parte de la Feria.

### 2012
Esta edición se desarrolló los días 5 y 6 de julio de 2012 contó con 5.729 Visitantes y cerró con negocios por $4.146 millones.

2013
Se desarrolló en CENFER los días 4 y 5 de septiembre